# Altuburos
Altuburos o Altiburos (en púnic 𐤏𐤋𐤕𐤁𐤓𐤔, ʿltbrš) és un jaciment arqueològic de Tunísia, a tocar de la vila de Medeine d'uns 1000 habitants, a l'altiplà de Sra Ouartane, a la governació del Kef, delegació de Dahmani, que correspon a una antiga ciutat romana que estava situada a la frontera amb Numídia, a la confluència entre el riu Oum-el-Abid i el Medeine al llogaret de Fej El Tamar.
La ciutat de tradició amazic i on es va trobar una inscripció púnica que feia referència a un temple de Baal Hammon, avui al Museu del Louvre, va caure sota influència de Cartago, i després va passar a Roma. Al segle ii sota l'emperador Hadrià era un municipi (Municipium Aelium Hadrianum Augustum Althiburitanum) i més tard va obtenir el dret italià. Un bisbe hi va tenir la seu del segle iv fins al segle vii i després va desaparèixer i sota domini àrab va sorgir una nova població a Ebba Ksour, a la plana. El lloc es va conservar intacte i uns viatgers del segle xviii la van redescobrir.
Els llocs principals són:
- Capitoli i Fòrum (44,6 x 37,15 metres) situats en una esplanada pavimentada (23,35 x 30,8 metres) rodejada d'un pòrtic amb 10 x 12 columnes. Es va trobar una estàtua de Minerva i una de marbre de Juno. Un arc d'Hadrià (triomfal) està destruït però la façana es conserva en part. L'any 1912 es va excavar i es va datar entre el 185 i el 191. Hi ha un segon temple (dedicat a un deu desconegut) a l'altre costat, del que només resta el pòdium i alguns elements arquitectònics corintis; per una inscripció sembla datat el 145. A la cantonada nord-est hi ha un complex d'edificis entre ells una casa amb un peristil de 16 columnes i uns mosaics geomètrics als quatres pòrtics; altres mosaics són al Museu del Bardo. Al sud-est de la plaça, hi ha un edifici de 10 x 7 metres que probablement era una factoria i una font monumental
- La casa de Muses, amb destacats mosaics, els millors força damnats.
- La casa de l'escena dels Peixos, a l'altre costat del riu Oued Oum El Abid, amb mosaics que representen escenes de peixos.
- Arc triomfal del segle iv o V.
- Casa d'Asclèpia, anomenada així per un mosaic, tenia funcions que no s'han pogut determinar, però és força original. Els mosaics són de molta qualitat.
- Casa de les setze bases, per les setze pedres de la base d'unes figures que semblen tenir influència púnica.
- Teatre, damnat.
- Mausoleus, el principal el de Ksar Ben Hannoun, a l'oest amb una cel·la de 3,2 x 2,5 metres i una inscripció.
- Via romana fins a Tebessa.[2]